# 圣苏西宫
圣苏西宫（法語：Palais Sans Souci）是位于海地北部省米洛的一处宫殿，现为废墟遗址，座落于拉费里埃城堡东北约5公里处，建于19世纪初。
圣苏西宫曾为海地国王亨利·克里斯托夫（亨利一世）、王后瑪莉亞·露伊莎·科伊達維德以及他们的两个女儿的王室居所，也是这位国王为自己建造的众多居所（九座宫殿、十五座酒庄、诸多要塞，以及二十个种植园里庞大的避暑别墅）中最为重要的一处建筑。

## 名称来由
宫殿的名称源自于法语，意为「无忧宫」，同时该名称的确立与另一位海地革命领袖让-巴蒂斯特·圣苏西上校有关。同为反抗法国殖民者的军队领袖，由于政治权力以及个人恩怨的原因，克里斯托夫假意和解邀请圣苏西前来，并在其达到约定地点之后，将其与随同而来的护卫小队一同杀害。在此之后，圣苏西宫就被建造于圣苏西上校遇刺（或左近）的地点之上。

## 历史
在圣苏西宫为建造之前，米洛曾为一处法国殖民者经营的种植园，而亨利·克里斯托夫曾在海地革命期间管理此处种植园。1806年，海地皇帝让-雅克·德萨林（雅克一世）遭暗杀后，克里斯托夫当选为总统，开始了他的铁腕统治，并在日后加冕为国王。
宫殿始建于1810年，1813年建成。据记载，亨利·克里斯托夫的统治荒淫残暴，在圣苏西宫的建造过程中，建设劳工的劳碌致死情况不在少数。而在宫殿建成之后，这里就成了克里斯托夫举办华丽盛宴与舞会的地方。
1820年10月8日，克里斯托夫在国内叛乱四起的处境下于圣苏西宫以一粒银制子弹自尽。10天后的10月18日，他的儿子和继承人—雅克·维克多·亨利—亦是在这座宫殿里被革命者处死。
1842年，一场剧烈的地震袭击了海地角，并对圣苏西宫造成了严重的破坏。在此之后，损毁的宫殿一直未被重建，荒废为废墟至今。
联合国教科文组织于1982年将包括圣苏西宫与费里埃城堡、拉米尔斯堡垒在内的国家历史公园登录世界遗产名录中。

## 图像

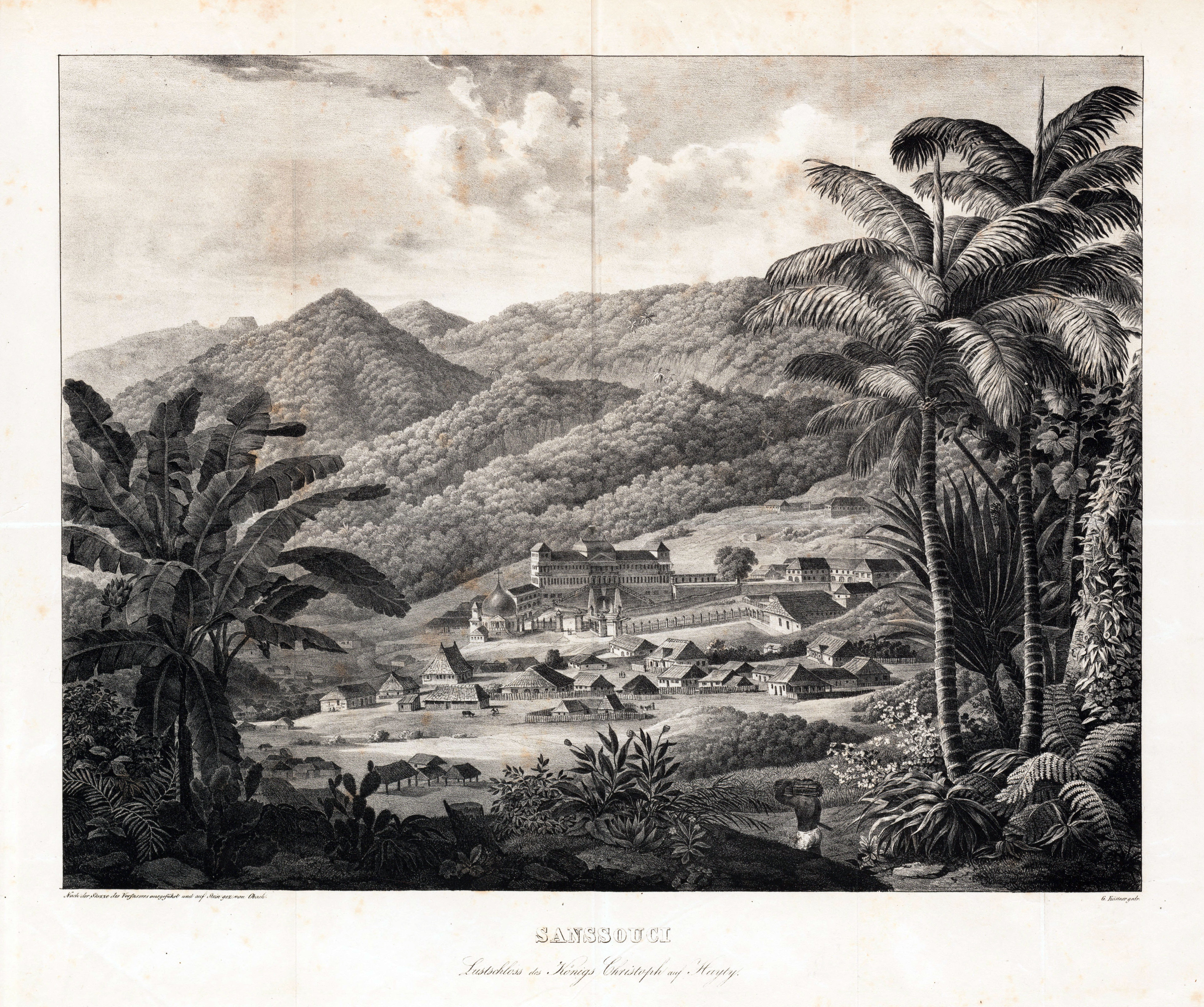
人物地理学家卡尔·李特尔印刷作品中关于圣苏西宫的图像。
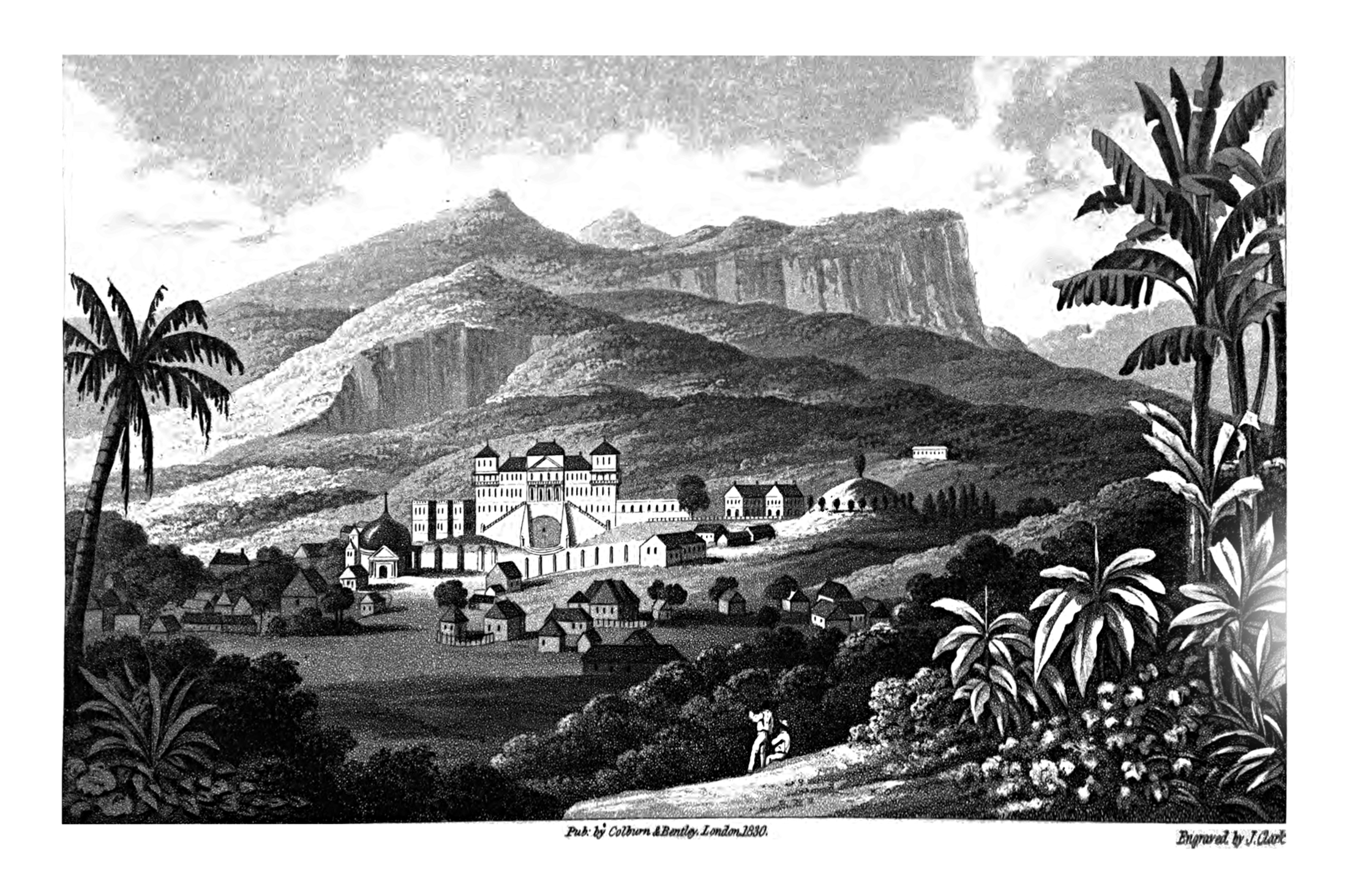
一副1830年绘制的圣苏西宫画作。
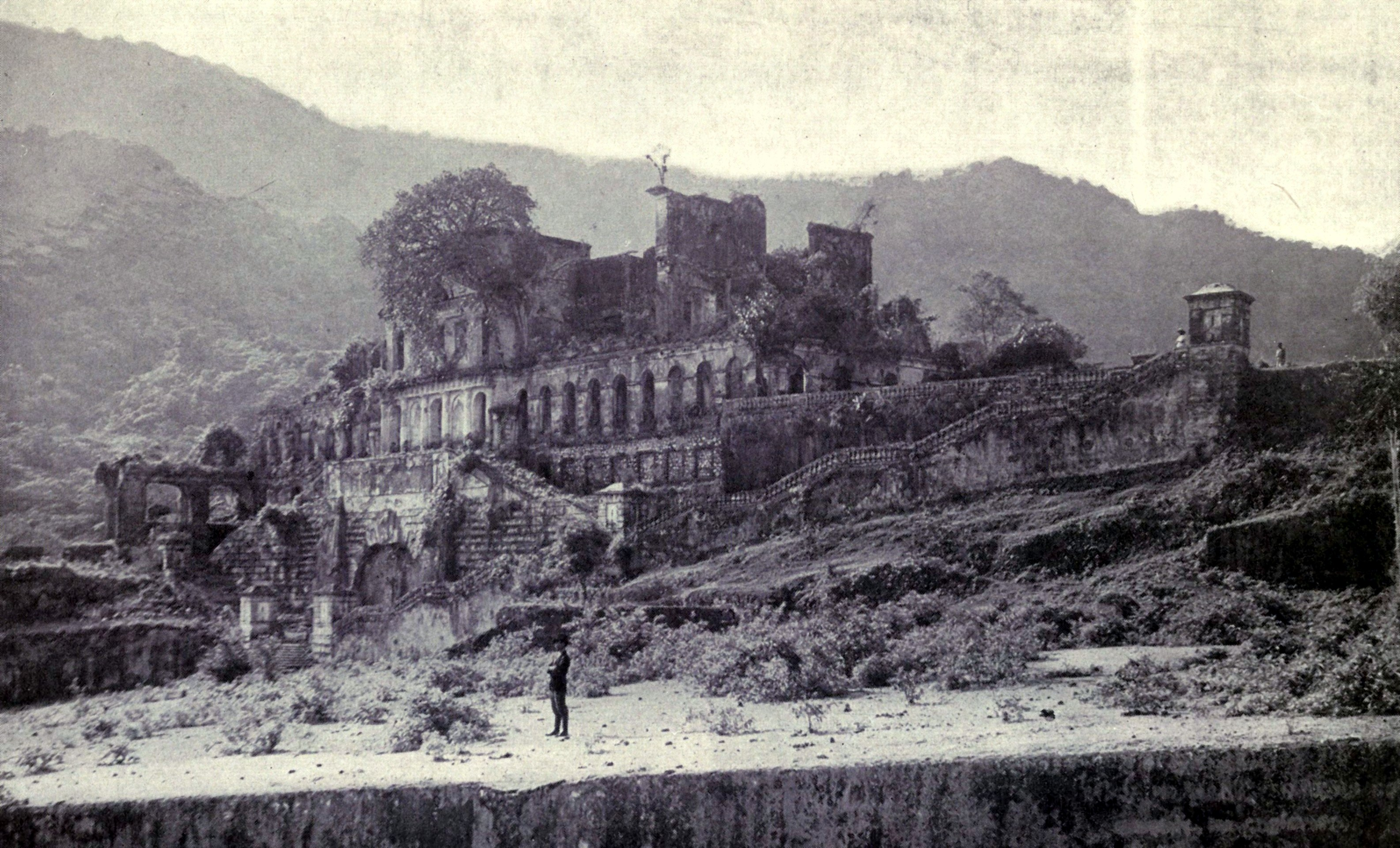
1907年圣苏西宫的遗址照片资料。
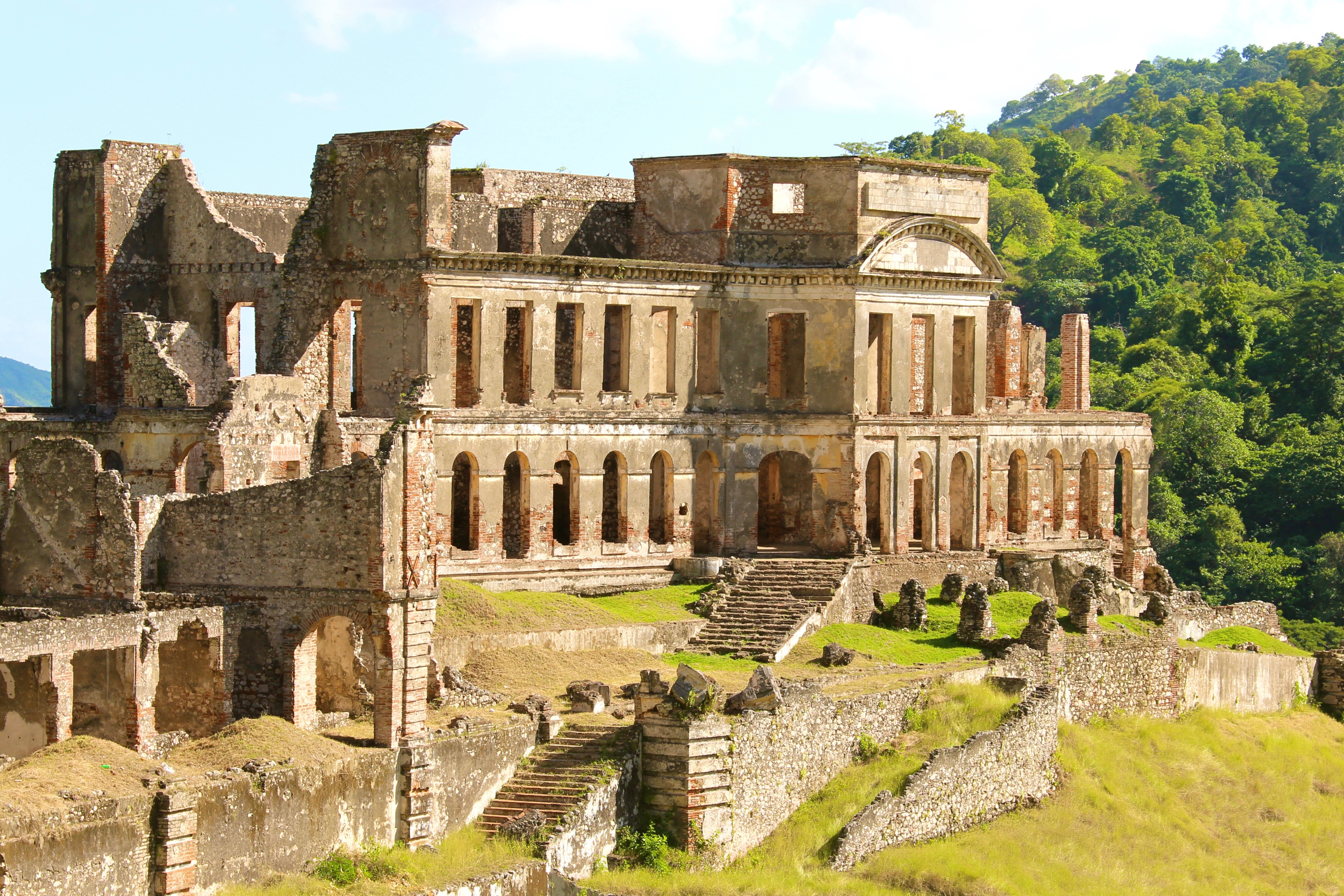
拍摄于2013年的圣苏西宫照片。